# Zenker-Hausbau
Das ehemalige Unternehmen Zenker-Hausbau GmbH wurde am 1. Februar 1963 durch Walter Zenker als Walter Zenker KG gegründet. Der Sitz des Unternehmens war im Odenwälder Michelstadt. Das Unternehmen produzierte individuell geplante Fertighäuser.
Schon vor der Umwandlung in eine Kommanditgesellschaft betrieb Walter Zenker eine erste Produktionsstätte für Fertighäuser. Diese wurde in Lüchtringen, einem Ortsteil von Höxter, auf einem ehemaligen Fabrikgelände errichtet, und am 1. April 1957 wurde die Produktion aufgenommen. Im Jahr 1967 wurde die Produktion mit einem zweiten Werk in Michelstadt erweitert.
1976 übernahm der Baukonzern Philipp Holzmann AG rund 10 Prozent der Geschäftsanteile und war ab 1977 mit 66 Prozent Mehrheitseigentümer an der Zenker-Häuser GmbH & Co. Zudem übernahm Holzmann auch das Unternehmen Zenker-Plastic GmbH & Co. KG in Lüchtringen. 1978 bestätigte das Bundeskartellamt die Übernahme. 1986 wurde das erste Werk in Lüchtringen von einer Produktionsstätte in einen Montagestützpunkt für die Vertriebsregion Norddeutschland umgewandelt.
1987 war Philipp Holzmann Alleingesellschafter und 1988 erfolgte die Umfirmierung in Zenker-Hausbau GmbH. Das Werk in Lüchtringen wurde größtenteils aufgelöst und nach Michelstadt verlegt. Von den Umstrukturierungsmaßnahmen waren rund 90 Arbeitnehmer betroffen. Das Gelände wurde ab 1990 von der Weser-Fenster Lange GmbH aus Vahlbruch als Produktionsstätte für Kunststoff-Fenster genutzt.
Im letzten Jahr unter der Ägide der Philipp Holzmann AG wurde ein Umsatz von 210 Millionen DM, mit 820 Mitarbeitern, bei der Zenker Hausbau GmbH erzielt. Am 31. Dezember 1996 verkaufte die Philipp Holzmann AG ihre Geschäftsanteile an der Zenker-Hausbau GmbH & Co. in Michelstadt und der Zenker Hausbau GmbH & Co. in Veitsch an die Bien-Haus AG. Die Bien Haus AG erwarb diese Unternehmen für 40 Millionen DM.
Seit 2002 ist der Name Bestandteil des Unternehmensnamens der Bien-Zenker GmbH, zuvor wurden unter der Marke Bien-Zenker Fertighäuser angeboten.

## Tochterunternehmen
Im Jahr 1969 gründete Zenker in Veitsch in Österreich die Zenker Hausbau Ges.m.b.H. Mit der Gründung von Zenker Plastic, mit Sitz in Höxter-Lüchtringen, im Jahr 1972 wurde das Produktportfolio ergänzt. Kurze Zeit später in wurde Zenker Plastic in Zenker-Fenster umfirmiert.